# Marie Sacconi
Marie Sacconi, née en 1963 à Porrentruy, est une artiste suisse qui vit et travaille à Genève. Elle enseigne à l'École de design et haute école d'art du Valais (EDHEA) de Sierre, depuis 1999.

## Formation
De 1984 à 1989, Marie Sacconi suit des études d'art à École supérieure d'arts visuels de Genève, notamment dans l'atelier Silvie Defraoui  et Chérif Defraoui. En 1994, elle obtient une bourse et rejoint l'académie Schloss Solitude à Stuttgart, pour une résidence. Depuis 1999, elle enseigne à l'EDHEA, à Sierre.

## Travail artistique
Elle explore les objets et les tâches de la vie domestique. Mettre la table, coudre, broder deviennent matière ou sujet. Dans Ti amo, ti odio 1, la broderie est appliquée à une main de femme, provoquant un effet troublant et suggestif.
En 1987, elle expose au Palais de l'Athénée de Genève avec ses camarades de l’École supérieure d'art visuel.
En 2002, elle présente au Cabinet des dessins du Musée d’art et d’histoire genevois une exposition. Le visiteur est convié à un jeu de pistes le menant de  découvertes en découvertes jusqu'au sous-sol du musée. Dans le hall d'entrée, une moto porte l'inscription « Elle ne mène pas au paradis ». Dans une deuxième pièce, Marie Sacconi présente des dessins de la collection du Musée sur le  transport de marchandises.
En 2007, pour Art en plein air, à Môtiers, Marie Sacconi détourne une affiche publicitaire montrant un groupe de vaches suisses dans un pré, qu'elle place dans un champ dans lequel paissent des vaches.
En 2006, elle collabore avec l'artiste Tamara de Wehr pour le projet d'édition Cuckoo Casino.
Elle est membre de l'Institut des archives sauvages  avec Jean-Michel Baconnier, Christophe Kihm, Eric Mangion, Florence Ostende. En 2010, Marie Sacconi coordonnée l’exposition « Archivologie » qui se tient à Genève. Les archives sauvages sont associées au projet de recherche sur les pratiques artistiques de l’archive, associant la Haute école d'art et de design de Genève et de l'EDHEA - École de design et haute école d'art du Valais.

## Publications
- Marie Sacconi, Madame B. a ri, livre d'artiste, Centre genevois de gravure contemporaine, 1991

## Expositions personnelles (sélection)
- 2007 Tout est affaire de décor, changer de lit changer de corps, diaporama au cinéma Spoutnik, Genève
- 2002-2003 Regard V, Cabinet des dessins, Musée d'Art et d'Histoire, Genève[7]
- 2002 Confer_art actuel, Nyon
- 1999 Forum d'art contemporain, Sierre
- 1995 Akademie Schloss Solitude, Stuttgart (catalogue)
- 1993 La Régie, Genève
- 1992 Centre Genevois de Gravure Contemporaine, Genève
- 1991 Galerie Skopia, Nyon

## Expositions collectives (sélection)
- 2007 Art en plein air - Môtiers 2007, Môtiers
- 2007 Fin de bail, curateur : Steve Paterson, Lausanne
- 2007 Wunder Stanza, curateurs : Zorro & Bernardo et Sibylle Stoeckli, Bâtiment d'art contemporain, Bac, Genève
- 2006 Marie Sacconi, Jean-Luc Manz, Christian Floquet, Ursula Mumenthaler, Jacques Bonnard, Jean Crotti, Confer art actuel, Nyon
- 2006 RADIO, diffusion de pièces sonores sur Internet en collaboration avec Antoine Bellwald, Laura Solari et les Éditions Dasein, Paris [cat. + DVD audio]
- 2005 Excentricités, Progr : Zentrum für Kulturproduktion, Bern
- 2002 le vivant-le bâti, Semaines internationales de l'image, Le Havre, Luxembourg, Dudelange
- 1998 Les Halles, Porrentruy, avec François Kohler (édition)
- 1998 Morphing System, Klinik, Zurich, collaboration avec Mourad Cheraït (catalogue)
- 1998 Entrevoir, Villa du Parc, Annemasse, France
- 1997 Konstantin Adamopoulos, Frankfurt, organisé par Véronique Bacchetta
- 1997 Centre Genevois de gravure Contemporaine, Genève
- 1996 Chaos, Wahnsinn, Kunsthalle Krems (catalogue)
- 1996 Dernières nouvelles de fonds, Musée d'art moderne et contemporain de Genève[8]
- 1995 Kunstverein Ludwigsburg, cinq artistes choisis par Stanley Brouwn (catalogue)
- 1994 Hauttief, Helmaus, Zurich (catalogue)
- 1993 Kleines Helmaus, Zurich
- 1992 Galerie Skopia, Nyon
- 1990 Filiale, Bâle

## Collections publiques
- œuvres de Marie Sacconi au Fonds d'art contemporain de la ville de Genève[9]